# Jay DeMerit
Jay Michael DeMerit (nascut a Green Bay, Wisconsin, el 4 de desembre del 1979) és un futbolista estatunidenc que actualment juga de defensa central al Watford FC de la Football League Championship anglesa. DeMerit, també juga per la selecció dels Estats Units des del 2007. L'estiu del 2009 va ser subcampió de la Copa Confederacions amb el seu país.